# Christina Øyangen Ørntoft
Christina Øyangen Ørntoft, född 2 juli 1985 är en dansk fotbollsspelare (försvarare) som spelar i FC Rosengård sedan säsongen 2008.